# Zhao Changhong
Zhao Changhong (* 27. Dezember 1996) ist ein chinesischer Langstreckenläufer.

## Sportliche Laufbahn
Erste internationale Erfahrungen sammelte Zhao Changhong bei den Asienspielen 2018 in der indonesischen Hauptstadt Jakarta, bei denen er im 10.000-Meter-Lauf in 30:07,49 min die Bronzemedaille hinter den Bahrainern Hassan Chani und Abraham Cheroben gewann.

## Persönliche Bestleistungen
- 5000 Meter: 14:18,11 min, 12. Mai 2016 in Zhengzhou
- 10.000 Meter: 29:46,76 min, 5. September 2017 in Tianjin